# Pålsjöbaden

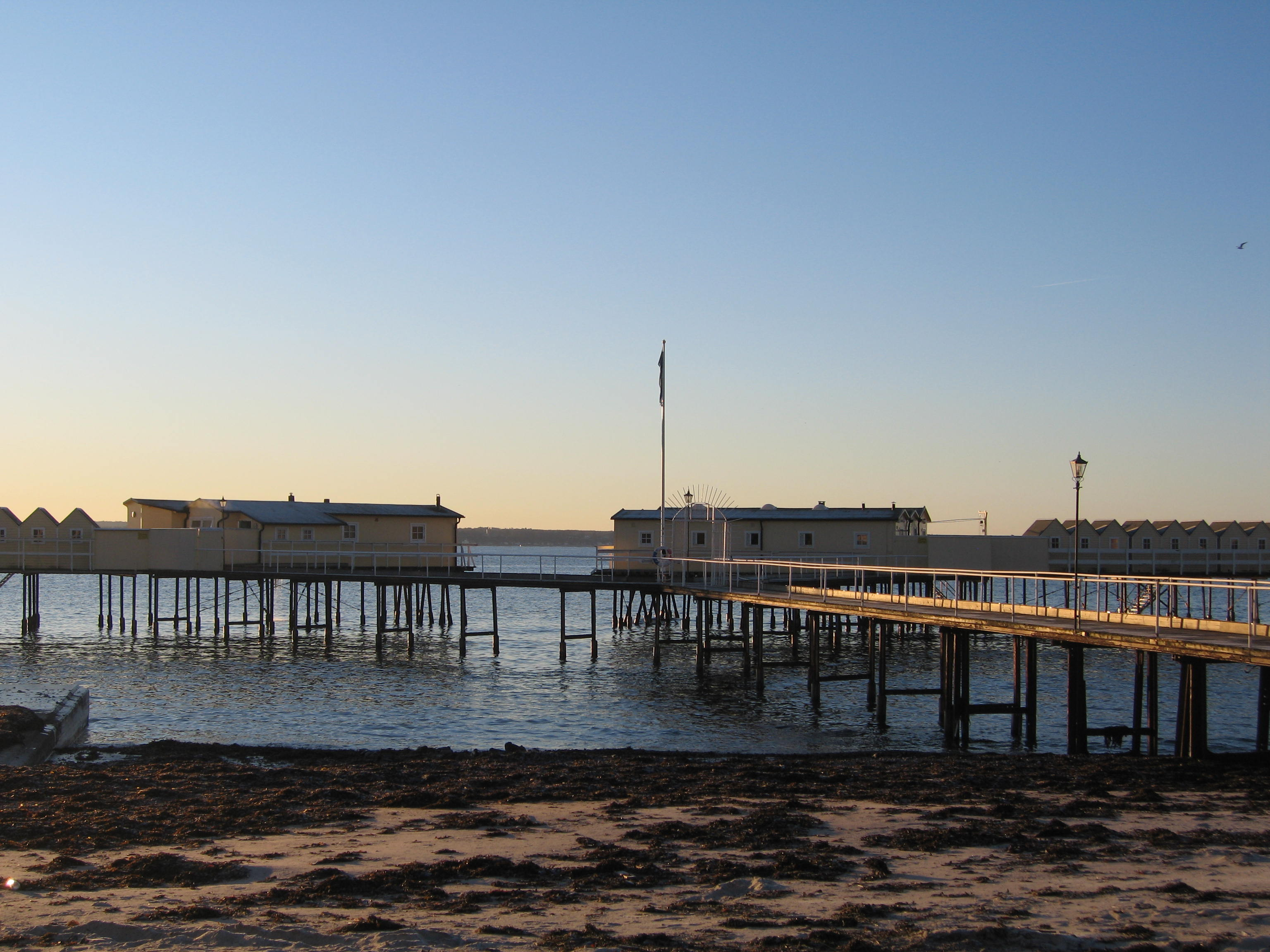
Pålsjöbaden i skymningsljus, sett från stranden. Damavdelningen till vänster och herravdelningen till höger.

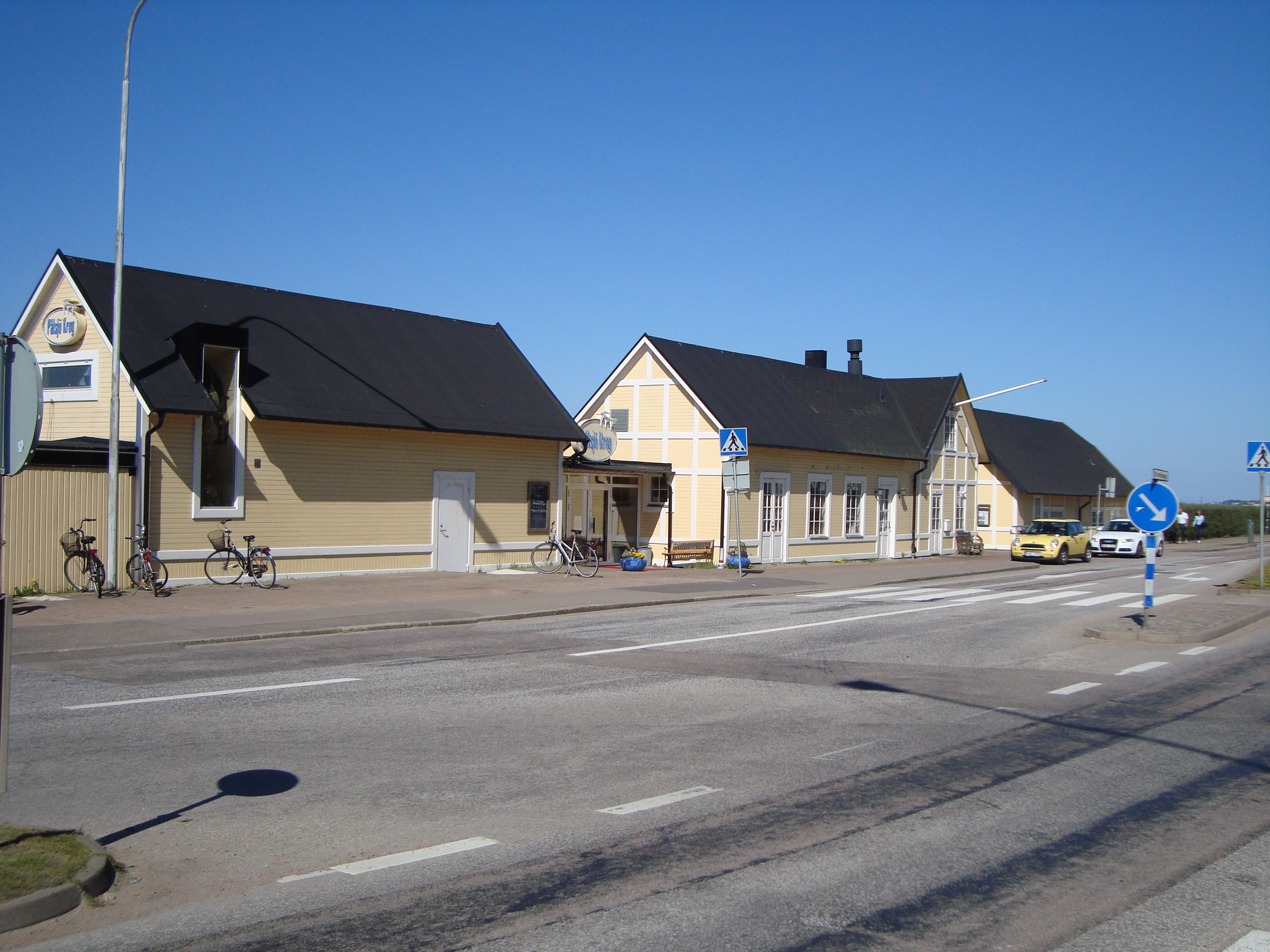
Påsjö krog och entrén till badet.

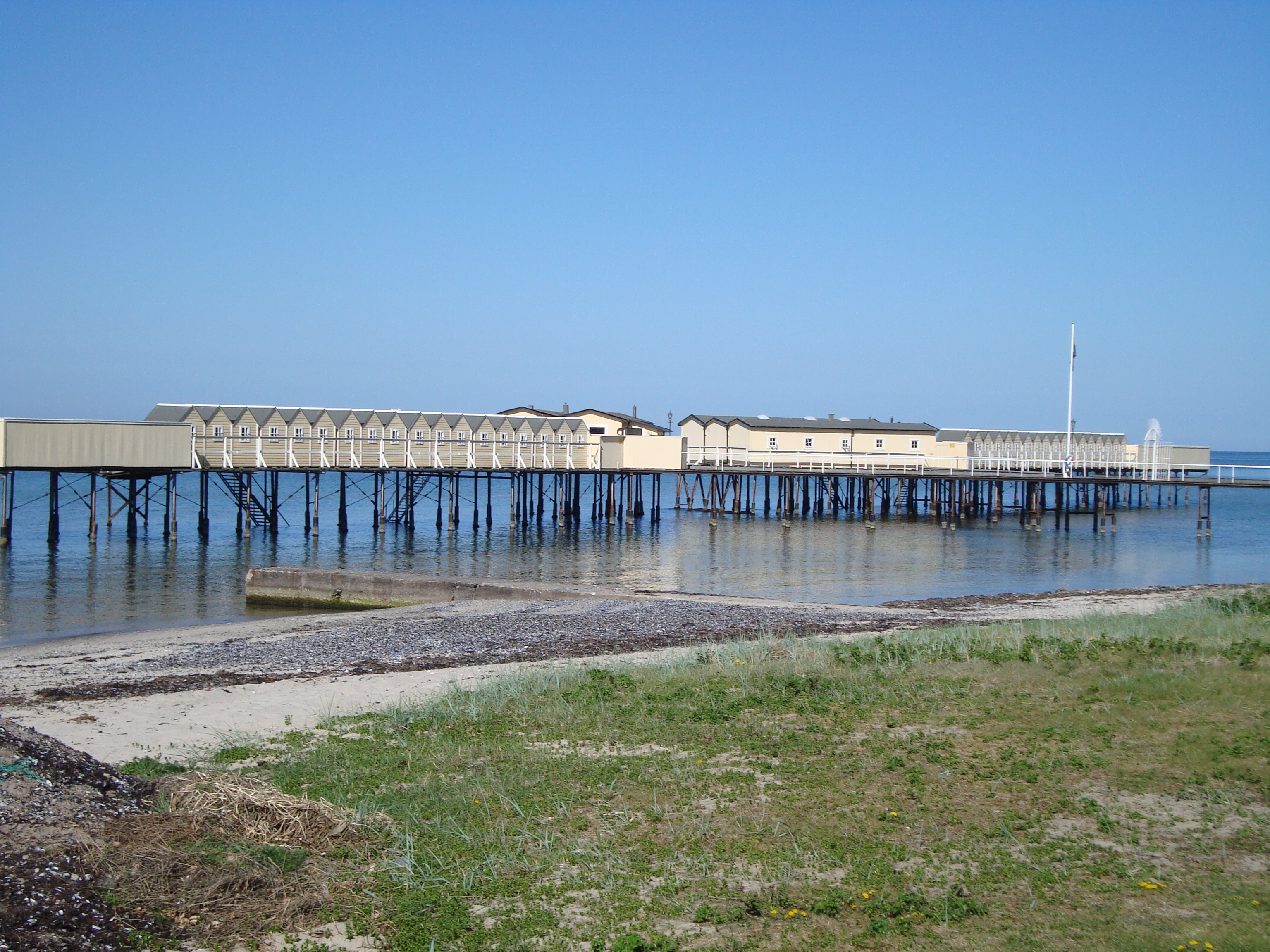
Pålsjöbaden.

Pålsjöbaden är ett kallbadhus beläget vid Strandvägens slut i norra Helsingborg, det nuvarande kallbadhuset öppnades 1909 av brunnsinrättningen Hälsan. Åren 1922–55 fanns spårvägsförbindelse till Pålsjöbaden. Servering har existerat i anknytning till badhuset sedan dess nuvarande utförande och drivs sedan 2018 under namnet Pålsjö Krog.

## Utformning
Själva badanläggningen består av en från stranden utskjutande brygga som längst ut grenas av i form av en Y-form där de två avgreningarna leder till var sin del av badet, damavdelningen i söder och herravdelningen i norr. De olika avdelningarna består av var sin rad sammanhängande badhytter för ombyte, vars små sadeltak tillsammans bildar en sågtandad silhuett. Från de avskärmande badhytterna vetter badbryggan ut mot Öresund med trappor som leder ner i vattnet. Mot badanläggningens mittdel har varje avdelning en större byggnad, som innehåller bastu och duschar. Alla byggnader är utförda i liggande gulmålad, träpanel med vitmålade detaljer och svart papptak. Mot Drottninggatan ligger två byggnader som bland annat inrymmer lunchpaviljong. Även dessa är i gulmålad träpanel med vita detaljer. Från den inglasade paviljongen har man utsikt över badhuset, men även delar av Öresund. Mellan restaurangen och badhuset ligger en sandstrand som också kan utnyttjas för bad.

## Historik
Badhuset hade sitt ursprung i ett privatägt badhus som uppfördes 1880 av ägarna till Pålsjö slott, familjen Follin. Badhuset var öppet för allmänheten och benämndes "det Follinska badhuset". Det bestod av en V-formad brygga med en ensam badhytt längst ut. I området låg under denna tid flera privata badbryggor och badhytter, av vilka Pålsjöbaden är den enda kvarvarande. Helsingborgs stad förvärvade 1908 större delen av Pålsjös egendom, där även badhuset ingick. Arkitekt Ola Anderson fick i uppgift att utforma en strandbadplats, som kunde invigas 1909. Fram till 1912 drevs badet som Helsans Pålsjöbad av Hälsans hälsobrunn, men röster höjdes för att göra badet tillgängligt för allmänheten och 1912 blev badet offentligt.
En restaurering genomfördes under 1960-talet: stommen under bryggorna byttes ut och pelarna ersattes med gammal järnvägsräls. Arbetet utfördes i etapper, varvid byggnaderna kunde lämnas opåverkade. En förstärkning av pelarna utfördes under 1990-talet, men en besiktning år 2008 visade att pelarna var hårt angripna av rost. För att rädda anläggningen anser det kommunala fastighetsbolaget Kärnfastigheter att hela anläggningen måste monteras ner och återuppbyggas med tåligare stomme. Byggnaderna från 1909 stod kvar och är de äldsta kallbadhusbyggnaderna av Helsingborgs tre kallbadhus. Efter stormen 2011 har Pålsjöbaden totalrenoverats enligt Anderssons gamla ritningar samt bearbetats av Erik Wikerstål, som ritade caféet i mitten. Badet invigdes på nytt den 11 maj 2015 och drivs idag av Fritid Helsingborg.